# هندرسون (نیویورک)
هندرسون (به انگلیسی: Henderson) یک منطقهٔ مسکونی در ایالات متحده آمریکا است که در شهرستان جفرسون، نیویورک واقع شده‌است. هندرسون ۱۳۷٫۱۰ کیلومتر مربع مساحت و ۱٬۳۶۰ نفر جمعیت دارد و ۱۲۵ متر بالاتر از سطح دریا واقع شده‌است.